# Tao Geoghegan Hart
Tao Geoghegan Hart, [ˈteɪoʊ ˌɡeɪɡən ˈhɑːrt]  (Londra, 30 marzo 1995), è un ciclista su strada britannico che corre per il team Lidl-Trek. Professionista dal 2017, ha vinto due tappe e la classifica generale del Giro d'Italia 2020.

## Biografia
Geoghegan Hart è nato a Londra, maggiore di cinque fratelli, ed è cresciuto nel quartiere London Fields di Hackney. Suo padre è Tom Geoghegan, un costruttore di origini scozzesi e irlandesi. Il nome Tao significa "Tom", il nome di suo padre in gaelico irlandese.
Oltre che ciclista, da adolescente era appassionato di nuoto. Il 28 luglio 2008 fece parte di una staffetta di sei nuotatori del Clissold Swimming Club che completò la traversata del canale della Manica in 11 ore e 34 minuti.
L'ex fidanzata di Geoghegan Hart, Hannah Barnes, è anch'essa una ciclista professionista. Attualmente è in una relazione con Lotte Wubben-Moy, calciatrice inglese.

## Carriera

### Gli esordi e i primi anni nelle Continental

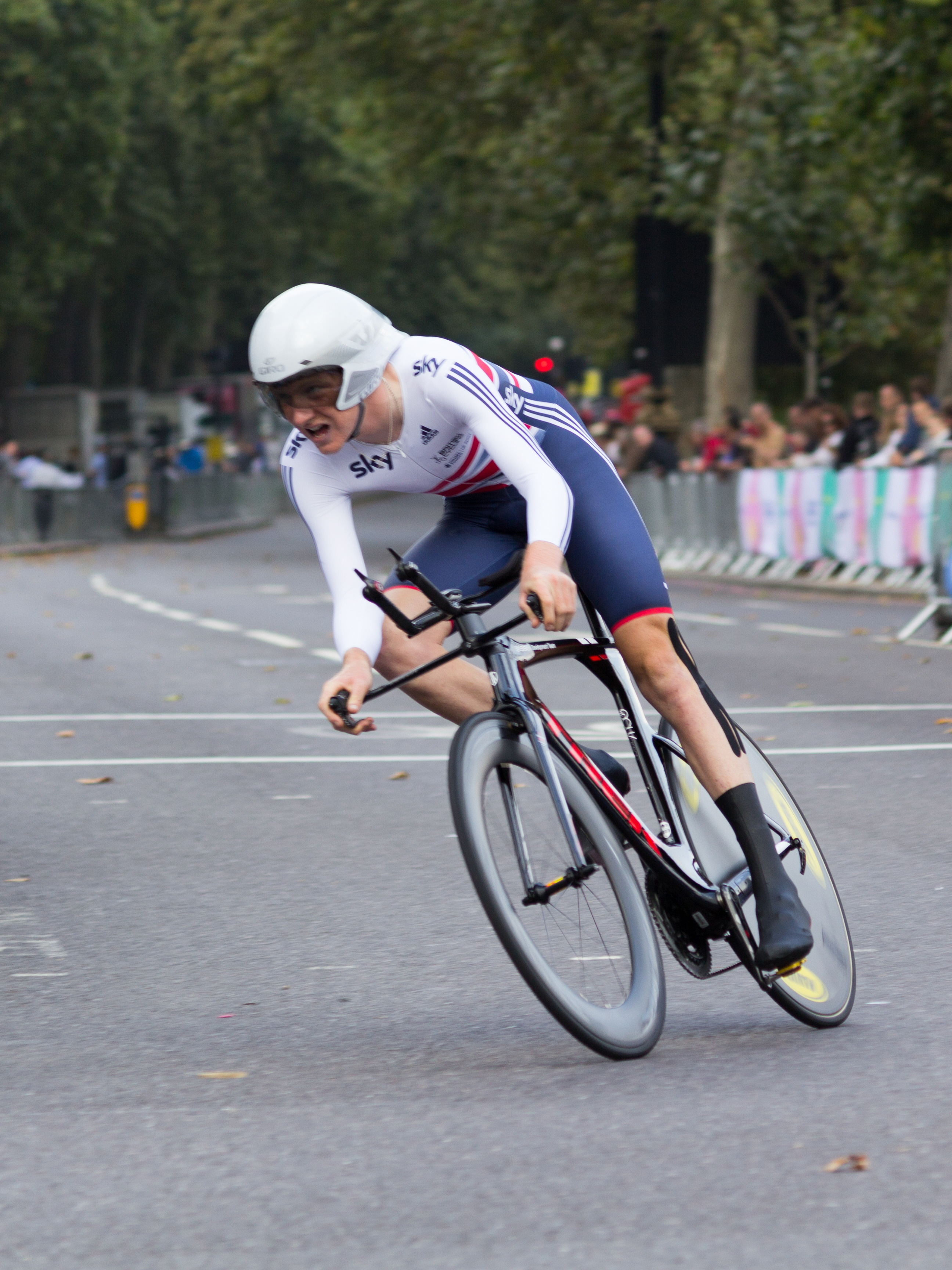
Geoghegan Hart impegnato a cronometro al Tour of Britain 2014.

Dopo aver iniziato a correre nel 2010 con il Cycling Club Hackney di Hackney, Geoghegan Hart entra a far parte del programma di sviluppo olimpico della British Cycling. Dopo una prima stagione tra gli Juniores nel 2012, in cui partecipa ai campionati del mondo a Valkenburg aan de Geul, nel 2013 attira l'attenzione con vittorie e podi in gare internazionali di categoria. In stagione si aggiudica una tappa e la classifica generale del Kroz Istru, e una tappa, la classifica generale, quella a punti e quella scalatori del Giro della Lunigiana; è inoltre terzo alla Parigi-Roubaix Juniors, secondo in una tappa della Corsa della Pace Juniors, nonché terzo in una frazione del Trofeo Karlsberg e nel campionato nazionale in linea di categoria.
Nel 2014 debutta nella categoria Elite/Under-23 con il team Continental statunitense Bissell diretto da Axel Merckx, partecipando al Tour of California, al Tour of Utah, al Tour de l'Avenir e al Tour of Britain. Nel 2015, confermato nella squadra (divenuta Axeon), conclude terzo alla Liegi-Bastogne-Liegi Under-23, ottavo al Tour of the Gila, tredicesimo al Tour of California e settimo e miglior giovane nella USA Pro Cycling Challenge in Colorado. Negli ultimi mesi dell'anno è sotto contratto come stagista per il Team Sky, formazione World Tour con cui debutta il 2 ottobre al Gran Piemonte.
Confermato dall'Axeon per la stagione 2016, in primavera è sesto alla Volta ao Alentejo, vincitore del Trofeo Banca Popolare di Vicenza a Col San Martino, sesto e miglior giovane al Tour of the Gila, dodicesimo al Tour of California, e quindi secondo sia alla Coppa della Pace Under-23 che al Tour de Savoie Mont-Blanc, in quest'ultima gara vincendo anche la frazione finale. Nella seconda parte di stagione si piazza sesto al Tour de l'Avenir, quattordicesimo al Tour of Britain e nono ai campionati europei Under-23 a cronometro; in agosto viene inoltre ufficializzato il suo ingaggio al Team Sky a partire dal 1º gennaio 2017.

### 2017-2019: i primi tre anni in Sky/Ineos

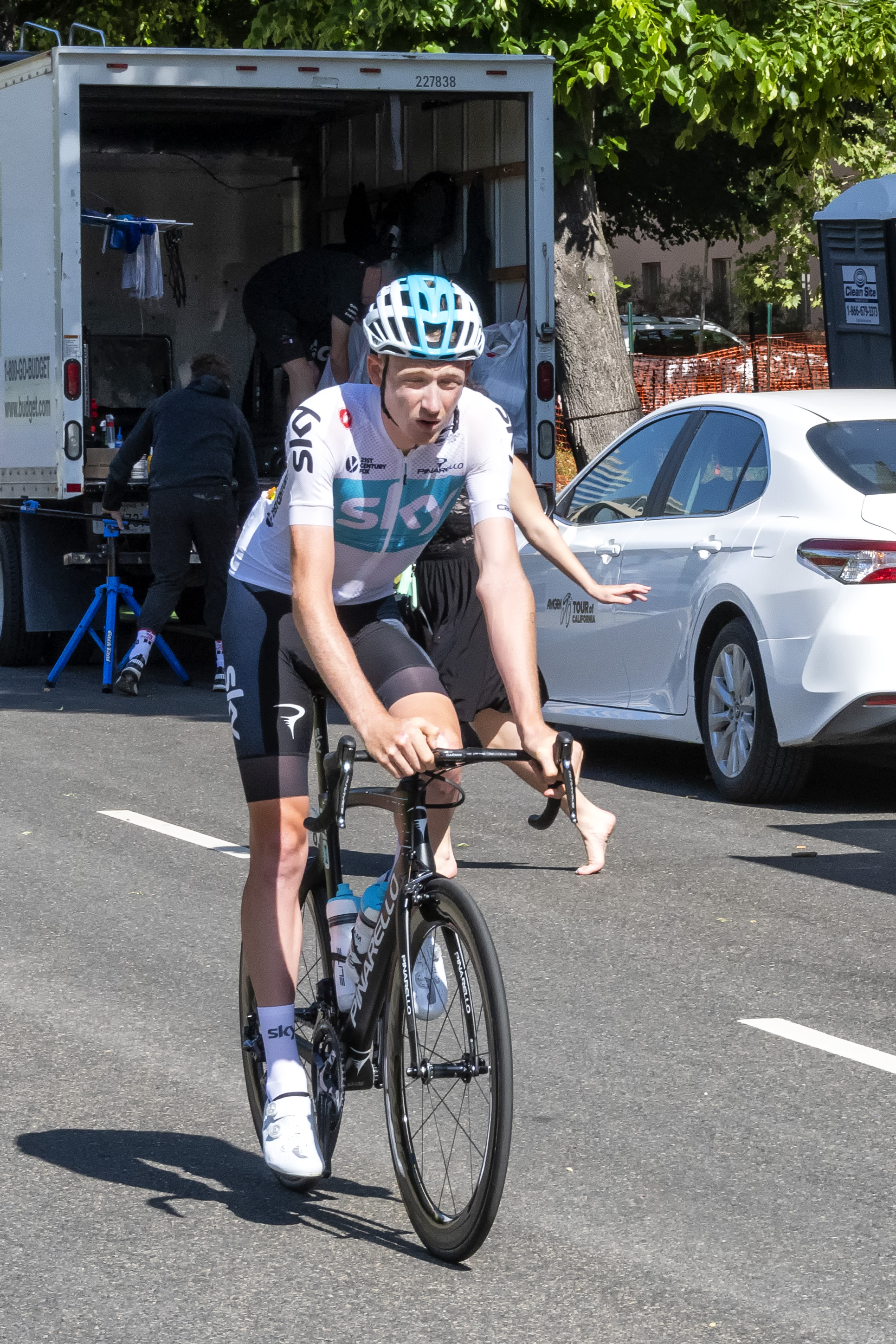
Geoghegan Hart in azione al Tour of California 2018.

Nel 2017 debutta in maglia Sky nelle prove di Maiorca, piazzandosi quarto al Trofeo Serra de Tramuntana. È poi ottavo sia al Tour de Yorkshire che al Tour of California (inserito nel calendario World Tour), e quindi quattordicesimo al Tour de Suisse. Nel finale di stagione, dopo aver corso tra gli altri il BinckBank Tour, viene convocato in Nazionale Elite per i campionati del mondo di Bergen. Nel 2018 si classifica quinto al Tour of California, grazie a due terzi posti di tappa nella cronometro di Morgan Hill e a Spouth Lake Tahoe, tredicesimo al Critérium du Dauphiné, contribuendo al successo del Team Sky nella cronometro a squadre, e quinto alla Vuelta a Burgos. Il 25 agosto 2018 prende il via del suo primo Grande Giro, la Vuelta a España: concluderà la corsa al 62º posto.
Nell'aprile 2019 coglie le prime vittorie in maglia Sky: si aggiudica infatti due tappe al Tour of the Alps, a Kufstein e Cles, e chiude la corsa in seconda posizione, alle spalle del compagno di squadra Pavel Sivakov. Partecipa quindi al Giro d'Italia con la nuova maglia Ineos, ma dopo il settimo posto nella cronometro di apertura a Bologna, è costretto al ritiro durante la tredicesima tappa per una caduta in discesa dal Colle del Lis. Rientrato alle gare in agosto, si classifica quinto al Tour de Pologne e quindi ventesimo alla Vuelta a España, mettendosi in evidenza con due podi parziali, il terzo posto al Santuario del Acebo e il secondo l'indomani sull'Alto de La Cubilla.

### 2020: la vittoria del Giro d'Italia
Inizia la stagione 2020, la sua quarta in maglia Sky/Ineos, con il terzo posto nella tappa "regina" della Volta a la Comunitat Valenciana, e il terzo gradino del podio finale della corsa. Dopo l'interruzione forzata alle attività a causa della pandemia di COVID-19, tra agosto e settembre partecipa tra le altre alla Route d'Occitanie, al Giro di Lombardia e alla Tirreno-Adriatico, senza però ottenere risultati di rilievo.
Il 3 ottobre è al via del Giro d'Italia come gregario del capitano Geraint Thomas. Con il ritiro di quest'ultimo per una caduta dopo sole tre tappe, riesce a trovare maggior spazio, piazzandosi sesto nella tappa con arrivo a Roccaraso e quarto in quella con traguardo a Monselice; risale così, dopo quattordici tappe, all'undicesimo posto della graduatoria generale. Il 18 ottobre 2020 vince la sua prima frazione al Giro, primeggiando nella quindicesima tappa sul traguardo alpino del Piancavallo; quel giorno stacca il gruppo dei rivali insieme al duo Sunweb composto da Jai Hindley e Wilco Kelderman, superando a sua volta Kelderman all'arrivo. Il risultato porta Geoghegan Hart, prima del secondo giorno di riposo, fino al quarto posto in classifica generale. Il 24 ottobre 2020, penultimo giorno di corsa, il britannico si aggiudica la sua seconda tappa al Giro, questa volta al Sestriere in volata su Hindley, risalendo al secondo posto della generale ma con lo stesso identico tempo della maglia rosa Hindley (prima volta in cui i primi due nella generale si trovano appaiati col medesimo tempo alla vigilia dell'ultima tappa). L'indomani Geoghegan Hart, precedendo di 39" il rivale in maglia rosa nella cronometro finale di Milano, si assicura, a sorpresa, la vittoria del Giro d'Italia 2020. Sua è anche la classifica giovani della corsa.
Si è ritirato dopo una brutta caduta all'undicesima tappa del Giro d'Italia 2023 con arrivo a Tortona, durante una discesa al Passo del Bracco. Nello stesso anno firma un contratto con la squadra statunitense Lidl-Trek, alla quale si unirà a partire dalla stagione 2024.

## Palmarès
- 2013 (Juniores)

2ª tappa Kroz Istru (Umago > Albona)
Classifica generale Kroz Istru
1ª tappa Giro della Lunigiana (Castelnuovo Magra > Castelnuovo Magra)
Classifica generale Giro della Lunigiana
- 2016 (Axeon Hagens Berman, due vittorie)

Trofeo Banca Popolare di Vicenza
5ª tappa Tour de Savoie Mont-Blanc (Moûtiers > Cluses)
- 2019 (Team Sky/Team Ineos, due vittorie)

1ª tappa Tour of the Alps (Kufstein > Kufstein)
4ª tappa Tour of the Alps (Baselga di Piné > Cles)
- 2020 (Team Ineos/Ineos Grenadiers, tre vittorie)

15ª tappa Giro d'Italia (Base Aerea Rivolto (Frecce Tricolori) > Piancavallo)
20ª tappa Giro d'Italia (Alba > Sestriere)
Classifica generale Giro d'Italia
- 2023 (Ineos Grenadiers, quattro vittorie)

4ª tappa Volta a la Comunitat Valenciana (Burriana > Altura)
1ª tappa Tour of the Alps (Rattenberg > Alpbach)
2ª tappa Tour of the Alps (Reith im Alpbachtal > Renon)
Classifica generale Tour of the Alps

### Altri successi
- 2013 (Juniores)

Classifica punti Giro della Lunigiana
Classifica scalatori Giro della Lunigiana
- 2015 (Axeon Hagens Berman)

Classifica giovani USA Pro Cycling Challenge
- 2016 (Axeon Hagens Berman)

Classifica giovani Tour of the Gila
- 2017 (Team Sky)

Hammer Sportzone Limburg (Sittard-Geleen, cronosquadre)
- 2018 (Team Sky)

3ª tappa Critérium du Dauphiné (Pont-de-Vaux > Louhans, cronosquadre)
- 2020 (Team Ineos/Ineos Grenadiers)

Classifica giovani Giro d'Italia
- 2023 (Ineos Grenadiers)

Classifica a punti Tour of the Alps

## Piazzamenti

### Grandi Giri
- Giro d'Italia

2019: ritirato (13ª tappa)
2020: vincitore
2023: ritirato (11ª tappa)
- Tour de France

2021: 60º
- Vuelta a España

2018: 62º
2019: 20º
2022: 18º
2024: 62º

### Classiche monumento
- Milano-Sanremo

2019: 45º
- Liegi-Bastogne-Liegi

2017: 102º
2018: 102º
2019: 49º
2021: 35º
- Giro di Lombardia

2019: 50º
2020: ritirato
2021: 57º
2022: 67º

### Competizioni mondiali
- Campionati del mondo

Limburgo 2012 - Cronometro Juniores: 35º
Limburgo 2012 - In linea Juniores: 21º
Toscana 2013 - In linea Juniores: 117º
Ponferrada 2014 - In linea Under-23: 103º
Richmond 2015 - In linea Under-23: 119º
Doha 2016 - Cronometro Under-23: 26º
Doha 2016 - In linea Under-23: 45º
Bergen 2017 - Cronometro Elite: 43º
Bergen 2017 - In linea Elite: 117º
Innsbruck 2018 - Cronometro Elite: 35º
Innsbruck 2018 - In linea Elite: ritirato
Yorkshire 2019 - In linea Elite: 26º
- Giochi olimpici

Tokyo 2020 - In linea: ritirato
Tokyo 2020 - Cronometro: 29º

### Competizioni europee
- Campionati europei su strada

Goes 2012 - In linea junior:  ritirato
Plumelec 2016 - Cronometro Under-23: 9º
Plumelec 2016 - In linea Under-23: 51º